# 野元為輝
野元 為輝（のもと ためき、1894年（明治27年）8月29日 - 1987年（昭和62年）12月19日）は、日本の海軍軍人。第二次ソロモン海戦、南太平洋海戦に空母「瑞鶴」艦長として参戦した。最終階級は海軍少将。

## 経歴
東京出身。本籍鹿児島県。東京府立一中を経て、海軍兵学校のほか陸軍士官学校（28期）を受験し陸士も合格している。1916年（大正5年）11月に海軍兵学校44期を56番/95名で卒業。同期生に西田正雄（戦艦「比叡」艦長）、松田千秋（戦艦「大和」艦長）、黒島亀人（連合艦隊首席参謀）、佐藤康夫（第8駆逐隊司令）らがいる。1929年（昭和4年）11月、海軍大学校甲種27期を卒業。
野元は海大航海学生を終了した航海科専攻士官で、重巡洋艦｢鳥海｣など15艦で航海長を務めた。海大卒業後は第3戦隊、第4艦隊各参謀を歴任。艦政本部時代には大和型戦艦の設計に関わっている。木更津空副長として南京爆撃行に攻撃機に搭乗して参加している。1939年（昭和14年）11月、海軍大佐へ昇進するとともに第14航空隊司令に就任し、以後航空部隊の指揮官職を歴任する。
水上機母艦｢千歳｣、空母「瑞鳳」の艦長を経て、1941年（昭和16年）9月、筑波航空隊司令として太平洋戦争を迎え、1942年（昭和17年）6月、「瑞鶴」艦長に就任。第二次ソロモン海戦、南太平洋海戦と歴戦した。以後、練習連合航空隊総参謀長を経て1944年（昭和19年）5月、少将昇進。第11連合航空隊司令官を経て、第903航空隊（大湊）司令官として終戦を迎えた。1947年（昭和22年）11月28日、公職追放仮指定を受けた。
1979年（昭和54年）には有志と海軍反省会を設立し、代表に就任。最高顧問に新見政一、保科善四郎を迎え、勝算なき戦争に突入し敗北した理由を討議した。反省会における野元は、海軍内で暗黙のタブー視されていた伏見宮博恭王の軍令部における責任を主張した。

## 瑞鶴艦長
野元が｢瑞鶴｣艦長に就任したのはミッドウェー海戦の最中で、｢瑞鶴｣は｢翔鶴｣と共に日本海軍に残された2隻の制式空母のひとつであった。野元は第二次ソロモン海戦において、燃料切れが懸念された石丸豊（岩下豊）大尉（66期）の攻撃隊を収容するため、"救わなければ艦長とはいえない"と叫び敵方に進撃している。南太平洋海戦では三次にわたり攻撃隊を出撃させたが、幕僚がいない単艦の艦長として奮戦した野元に、第2航空戦隊参謀として参戦していた奥宮正武（58期）は賛辞を贈っている。

## 親族
・兄 野元光康（海軍大尉、海兵37期卒）

・長男 野元菊雄（国語学者）

・孫 野元晋（慶應義塾大学言語文化研究所教授）

・甥 野元佑一（海軍少佐、海兵71期、伊号第361潜水艦にて戦死）